# Birgir Þórarinsson

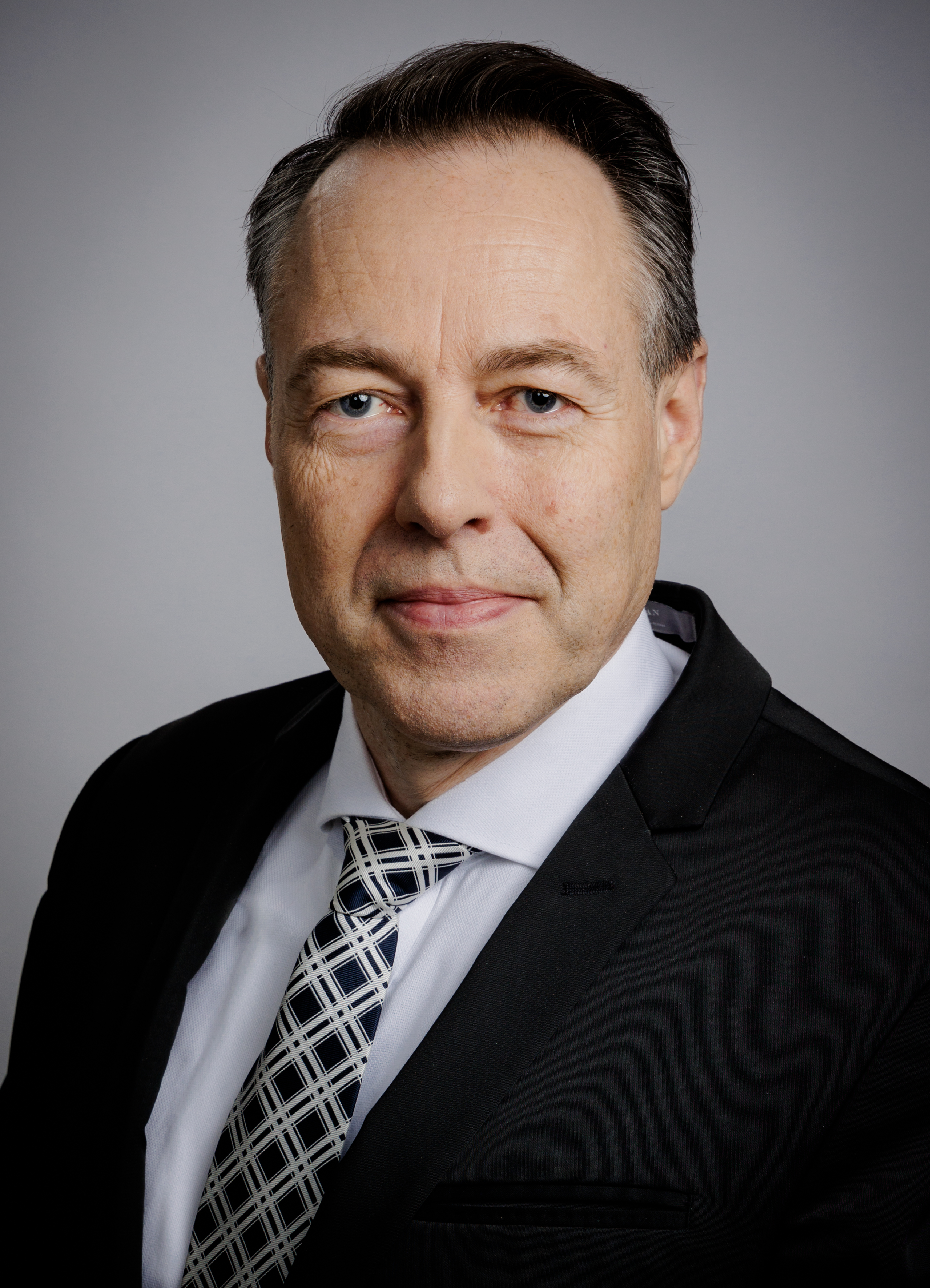
Birgir Þórarinsson, 2021

Birgir Þórarinsson (deutsche Transkription Birgir Thorarinsson, * 23. Juni 1965 in Keflavík) ist ein isländischer Politiker. Er begann seine politische Karriere in der Fortschrittspartei, wechselte später zur Zentrumspartei und gehört aktuell der Unabhängigkeitspartei an.

## Leben
Birgir Þórarinsson hat einen Bachelor in Theologie von der Universität Island und einen Master of International Studies (MIS) von der School of International Service der American University in Washington, D.C. In den 1980er und 1990er Jahren arbeitete er unter anderem als Polizist und Feuerwehrmann auf dem Flughafen Keflavík; von 1997 bis 2005 war er Kommunikationsverantwortlicher der Flughafenfeuerwehr von Keflavík. Nach verschiedenen anderen Tätigkeiten gehörte er von 2014 bis 2016 dem Management des Hilfswerks der Vereinten Nationen für Palästina-Flüchtlinge im Nahen Osten (UNRWA) an.
Von 2007 bis 2013 gehörte Birgir Þórarinsson dem Vorstand der Fortschrittspartei an. Von Oktober bis November 2010 und im Oktober 2012 amtierte er im isländischen Parlament Althing als Ersatzmann der Fortschrittspartei im Südlichen Wahlkreis. Bei der Parlamentswahl vom 28. Oktober 2017 wurde Birgir Þórarinsson als Kandidat der Zentrumspartei für den Südlichen Wahlkreis ins Althing gewählt. Mit Stand vom Dezember 2018 gehörte er dem parlamentarischen Ausschuss für das Budget an. Bei der Parlamentswahl vom 25. September 2021 wurde er wiederum als Kandidat der Zentrumspartei gewählt, wechselte aber unmittelbar nach der Wahl zur Unabhängigkeitspartei. Sein Parteiwechsel, so Birgir Þórarinsson, lasse sich bis auf die Klaustur-Affäre Ende 2018 und den Umgang der Zentrumspartei mit dieser Affäre zurückführen.